# Prubířský kámen

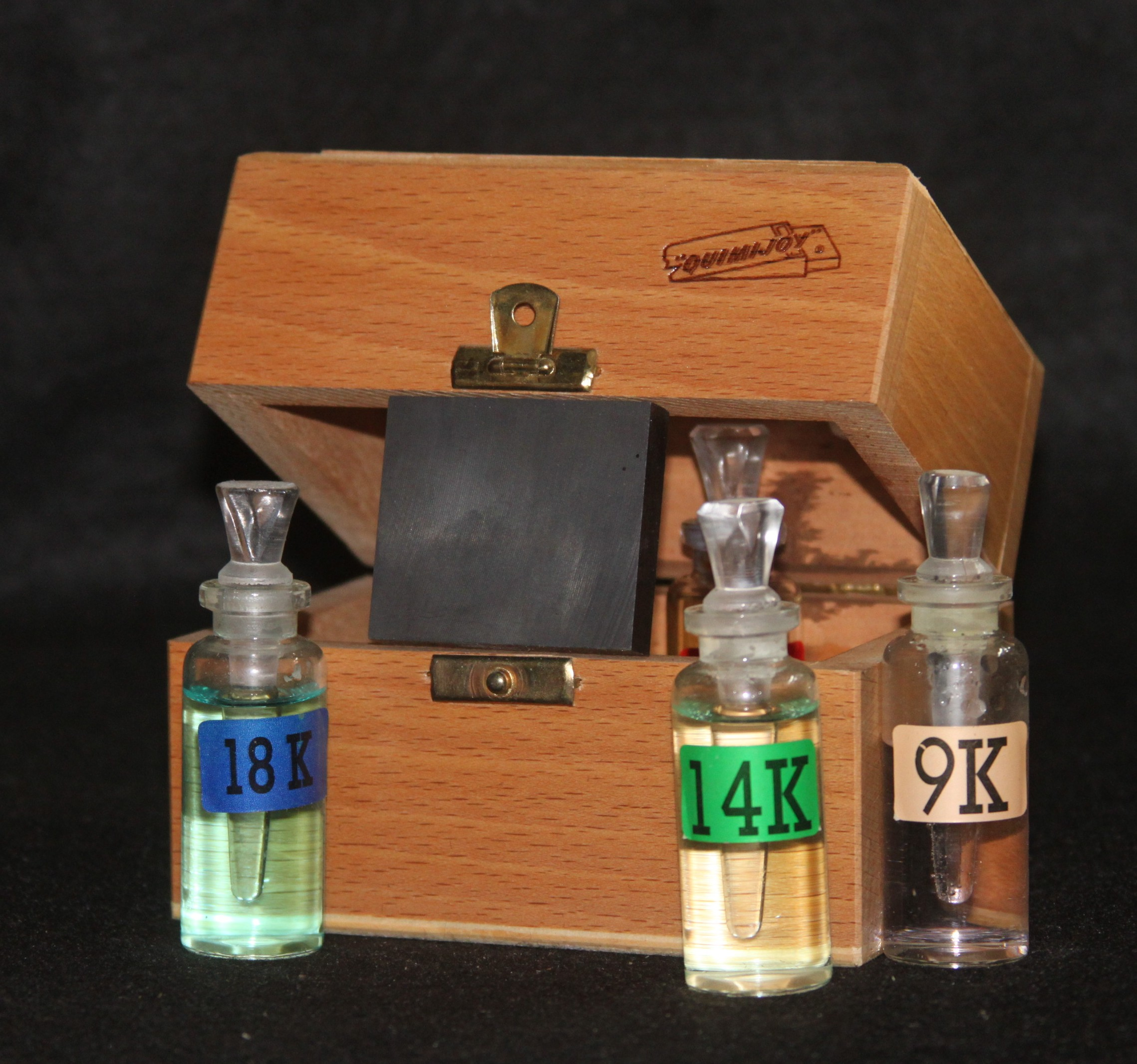
Prubířská sada s prubířským kamenem uprostřed

Prubířský kámen je malá destička z tmavého tvrdého kamene, jako je břidlice nebo buližník, která se používá v prubířství pro ověřování slitin drahých kovů. Má jemně zrnitý povrch, na kterém měkké kovy zanechávají viditelnou stopu.

## Historie
Prubířské kameny se používaly již ve vrcholném období Harappské kultury (2600 – 1900 př. n. l.) pro testování ryzosti měkkých kovů. Využívány byly i ve starověkém Řecku. Prubířský kámen umožňoval jednoduché a rychlé určení ryzosti vzorku kovu. To umožnilo široké rozšíření zlata jako prostředku směny, neboť užití prubířského kamene umožňovalo odlišit ryzí zlato od slitiny zlata s méně hodnotnými kovy, a odhalit tedy jeho skutečnou hodnotu.

## Použití
Vryp vzorkem zlata vytvoří na destičce viditelnou stopu tvořenou kousky zlata ze vzorku. Protože různé slitiny zlata mají různou barvu, lze pak porovnat barvu vzorku na destičce s barvami vzorků o známé ryzosti. Takto byl prubířský kámen využíván  již od antiky. V novější době šlo na vytvořený vzorek použít další testy. Stopa zlata na destičce reaguje různě na různé koncentrace kyseliny dusičné či lučavky královské a umožňuje tak přesnější odlišení zlata různé ryzosti.

## Prubířský kámen jako metafora
Sousloví prubířský kámen se užívá jako metafora pro „podrobení se zkoušce“, která prověří skutečné kvality člověka, ať už fyzické, morální nebo intelektuální.